# Hessisches Landesamt für Gesundheit und Pflege
Das Hessische Landesamt für Gesundheit und Pflege (HLfGP) wurde zum 1. Januar 2023 gegründet. Es setzt sich zusammen aus dem ehemaligen Hessischen Landesprüfungs- und Untersuchungsamt im Gesundheitswesen (HLPUG) und einzelnen Bereichen der  Regierungspräsidien Darmstadt und Gießen.
Das HLfGP ist eine nachgeordnete Behörde im Geschäftsbereich des Hessischen Ministeriums für Familie, Senioren, Sport, Gesundheit und Pflege (HMFG), das 2024 gegründet wurde. Zuvor war es dem Hessischen Ministerium für Arbeit, Integration, Jugend und Soziales (HMSI) nachgeordnet.
Die kommissarische Leitung war zunächst dem ehemaligen Leiter des HLPUG Christof Diefenbach übertragen. Ende 2023 wurde Regine Bresler zur Präsidentin der Behörde bestellt. Diefenbach wurde Vizepräsident.
Der Hauptsitz des HLfGP befindet sich in Darmstadt. Außenstellen sind in Dillenburg, Gießen und Frankfurt am Main. Die 350 Beschäftigten verteilen sich auf sieben Abteilungen.

## Struktur
Das HLfGP ist gegliedert in sieben Abteilungen:
- Zentralabteilung
- Gesundheits- und Infektionsschutz
- Öffentlicher Gesundheitsdienst
- Gesundheitsberufe
- Pharmazie
- Pflege/Aufsicht/Förderwesen
- Zentrum für Datenverarbeitung im Gesundheitswesen

und zwei Stabsstellen:
- Presse- und Öffentlichkeitsarbeit/Bürgeranfragen
- Interne Revision